# Balkåkra landskommun
Balkåkra landskommun var en tidigare kommun i dåvarande Malmöhus län.

## Administrativ historik
Kommunen bildades i Balkåkra socken i Ljunits härad i Skåne när 1862 års kommunalförordningar trädde i kraft. 
Vid kommunreformen 1952 uppgick kommunen i Ljunits landskommun som uppgick 1971 i Ystads kommun.

## Politik

### Mandatfördelning i Balkåkra landskommun 1938-1946
| 13 | 4 |

| 17 |

| 13 | 4 |

| 17 |

| 13 | 4 |

| 17 |